# Francisco Javier Lozano
Francisco Javier Lozano (Valdepeñas, 30 de agosto de 1721-Elche, 11 de junio de 1801), poeta español de la Compañía de Jesús.

## Biografía
Hijo de Martín Lozano y Juan de Paula Galiano. Ingresó en la Compañía de Jesús el 14 de abril de 1737. Pasó a México; el decreto de expulsión de los jesuitas en 1767 lo mandó a Italia. Vuelto a España murió en Elche el 11 de junio de 1801.
Su obra Recuerdos de las eternas verdades es una colección de 920 poemas en décimas dividida en 14 secciones, repartidas igualmente en 2 partes separadas con paginación aparte. La primera contiene: De la Muerte; Del Juycio Particular; Del último fin del Hombre; Del Infierno; Del Purgatorio; Del Pecado; De la Gloria. La segunda, De la Pasión de Jesús; De la Conquista del Cielo; Del Juycio Universal; De la Misericordia de Dios; De la Imitación de Christo; Del Amor a Dios; Del Amor a María. La obra está dedicada a San Ignacio de Loyola.
En cuanto al poema De Dios y sus atributos es en realidad una traducción libre en décimas espinelas, con sonetos intercalados y amplio acopio de notas explicativas de las alusiones a textos sacros, del poema heroico latino del jesuita mexicano Diego José Abad (1721-1801). Demuestra aquí, como en sus restantes obras de este tipo, ser un hábil versificador:
Todo fruto, a Dios atento, / da décimas por tributo, / y las décimas son fruto / también del entendimiento: / conceptos del pensamiento / son los versos que fabrico, / y al gran Dios (a quien suplico, / que estos le sean aceptos) / le consagro mis conceptos, / mis décimas le dedico.

## Obra
- Los atributos de Dios y misterios del Dios hombre. Poema dispuesto en verso español. Barcelona: Francisco Suriá, 1788, 2 vols.
- Recuerdos de las eternas verdades confirmados con la Sagrada Escritura y expuestos en décimas castellanas para conservarlos más fácilmente en la memoria. Cesena: Imprenta de Gregorio Biasini, 1788. 2 vols. Segunda edición con el título Verdades eternas, confirmadas con la Sagrada Escritura y expuestas en décimas castellanas para conservarlas fácilmente en la memoria, México: Jáuregui, 1794; tercera en Valencia: en la oficina de Salvador Fauli, 1800. Hay una versión apógrafa manuscrita del original que contiene mucho más texto y que se conserva en la Biblioteca de los Jesuitas de Lovaina.
- Séneca cristiano o consuelos en todas las adversidades.
- Certamen poético sobre el Calvario y el Thabor
- El Petrarca filosófico o  desconsuelos en las felicidades de esta vida, manuscrito.